# Constance a Antiohiei
Constance a Antiochiei (n. Orientul Mijlociu, prin 1127 - Orientul Mijlociu, în 1163) a fost unica moștenitoare a Principatului Antiohiei.

## Primii ani
Născută în 1127, Constance a fost unica fiică a lui Bohemund al II-lea, Prinț de Taranto, și a soției sale, Alix de Ierusalim, fiica cea mai tânără a regelui Balduin de Rethel al Ierusalimului și a soției sale armene, Morfia de Malatya. A fost botezată după bunica ei paternă, Constance de France, fiica regelui Filip I al Franței. În februarie 1130, Bohémond a fost ucis într-o ambuscadă lângă Anazarbe în Cilicia, pe malul Eufratului, în timp ce lupta împotriva turcilor selgiucizi ai lui Gümüștekin, emirul danișmendid.

## Prințesă de Antiohia
Prin urmare Constance a devenit prințesă a Antiohiei și Laodiceei la vârsta de doar trei ani.
Mama ei dorea să conducă ea însăși principatul și era suspectată că dorea să o închidă pe Constance într-o mănăstire sau să o căsătorească cu un om de rând. Vărul lui Bohemond, Roger al II-lea al Siciliei, se considera și el succesorul său natural, fiind cel mai mare dintre Hauteville. 
Nobilii din Antiohia l-au îndemnat apoi pe regele Balduin al II-lea să vină și să restabilească dreptatea, dar Alix, care se temea pe bună dreptate că tatăl său se comporta mai mult ca un suzeran decât ca un tată, i-a opus rezistență, aliindu-se cu atabeg-ul din Alep și Mosul, Imad ad-Din Zengi, mergând până la a se oferi să i-o dea pe fiica sa de soție unui prinț musulman. Planul a fost descoperit de Balduin, care și-a expulzat fiica din Antiohia și l-a numit pe bătrânul Josselin I de Courtenay, conte de Edessa, ca tutore al nepoatei sale, Constance.